# Rhön
De Rhön is een middelgebergte van vulkanische oorsprong in het hart van Duitsland in het grensgebied van Beieren, Hessen en Thüringen. Het wordt begrensd door de rivieren de Fulda en Sinn in het westen, de Werra in het noordoosten en de Frankische Saale in het zuidoosten. De westelijke voortzetting vormt de Vogelsberg, de oostelijke het Thüringer Woud en het zuidwestelijke de Spessart. Het hoogste punt is de Wasserkuppe (950 meter).
Het gebergte ligt op het grondgebied van drie deelstaten en er wordt op grond daarvan dan ook onderscheid gemaakt tussen de Hessische Rhön, de Beierse (ook: Frankische) Rhön en de Thüringer Rhön. De grens tussen West- en Oost-Duitsland liep er dwars doorheen.
De Rhön geniet sinds 1991 als biosfeerreservaat erkenning van de UNESCO.
De Rhön wordt beschouwd als de bakermat van het zweefvliegen: de Wasserkuppe wordt sinds 1911 voor dit doel gebruikt. Een bijna even hoge Kuppe (zoals de meeste bergen er heten) is de Dammersfeldkuppe, die midden in een afgesloten militair gebied ligt. Bij de aanleg ervan moest in 1938 een tiental dorpen worden ontruimd.
Op cultuurhistorisch gebied verdient het grote aantal kerkburchten in dit gebied vermelding. Die van het stadje Ostheim vor der Rhön is de grootste en best bewaarde van Duitsland.